# حول العالم في 80 طبق (برنامج)
حول العالم في 80 طبق (بالإنجليزية: Around TheWorld in 80 Plates)، هو برنامج منافسة أمريكي لتلفزيون الواقع. ظهر لأول مرة في 9 مايو 2012، على قناة برافو. هو برنامج عن 12 طاه يسافرون حول العالم ليختبروا مهاراتهم وعزمهم عبر عشر دول في 44 يوم. يتم تقديم البرنامج من قبل الطاهيان المحترفان كورتيس ستون وكات كورا.

## عن البرنامج
يسافر 12 طاه حول العالم ليختبروا مهاراتهم وعزمهم. في كل حلقة سيسافر المتسابقون لمدينة عالمية مختلفة حيث سيتعلمون العادات والثقافات والمطبخ المحلي بينما يشاركون في تحدٍ من تحديات فن الطهي. وفي النهاية سيتنافسون في إدارة المطبخ حيث سيقومون ليس فقط بتجديد ولكن بإعادة ابتكار قوائم الطعام لمطاعم مشهورة عالمياً لأصحابها كثيري المطالب.
- جنسيات المشتركين:  أمريكيون
- معلومات من IMDb = Around the World in 80 Plates
- معلومات من TV.com = around-the-world-in-80-plates

## المتسابقين
المتسابقين ومسقط رأسهم:
- كلارا مور - (مسقط: سانت لويس)
- ساي فيتك - (مسقط: إل باسو)
- كفين لي - (مسقط: تشاتسوورث)
- تشاز براون - (مسقط: فورهيس)
- غاري ووكر - (مسقط: ديترويت)
- نيك لاكاسي - (مسقط: برلنغتون)
- جينا يوهانسن - (مسقط: بولد)
- نيكول لو - (مسقط: سان خوسيه)
- جون فيرميليو - (مسقط: بلدة كلينتون)
- ستيف بوستال - (مسقط: كامبردج)
- ليز غاريت - (مسقط: لوس أنجلوس) - الوصيف
- أفيري بورسيل - (مسقط: لوس أنجلوس) - الفائز

## تقدم المتسابقين
| المتسابقين | الحلقات     | الحلقات     | الحلقات     | الحلقات     | الحلقات     | الحلقات     | الحلقات     | الحلقات     | الحلقات     | الحلقات   | الحلقات |
| المتسابقين | 1           | 2           | 3           | 4           | 5           | 6           | 7           | 8           | 9           | 10        | 10      |
| ---------- | ----------- | ----------- | ----------- | ----------- | ----------- | ----------- | ----------- | ----------- | ----------- | --------- | ------- |
| أفري       | فريق فائز   | أفضل شيف    | فريق فائز   | ل. صوت واحد | فريق فائز   | ل. صوت واحد | ل. لا صوت   | أفضل شيف    | ل. لا صوت   | أفضل شيف  | الفائزة |
| بيز        | فريق فائز   | ل. لا صوت   | فريق فائز   | أفضل شيف    | ل. لا صوت   | فريق فائز   | ل. صوت واحد | ل. لا صوت   | أفضل شيف    | ل. لا صوت | الوصيف  |
| ستيف       | ل. صوت واحد | فريق فائز   | أفضل شيف    | ل. لا صوت   | فريق فائز   | ل. لا صوت   | فريق فائز   | ل. لا صوت   | ل. صوت واحد | مطرود     |         |
| جون        | ل. لا صوت   | ل. لا صوت   | ل. لا صوت   | ل. لا صوت   | ل. صوت واحد | أفضل شيف    | أفضل شيف    | ل. صوت واحد | مطرود       |           |         |
| نيكول      | ل. صوت واحد | ل. صوت واحد | فريق فائز   | فريق فائز   | أفضل شيف    | ل. لا صوت   | ل. لا صوت   | مطرود       |             |           |         |
| جينا       | ل. لا صوت   | ل. لا صوت   | فريق فائز   | فريق فائز   | ل. صوت واحد | فريق فائز   | مطرود       |             |             |           |         |
| نيك        | فريق فائز   | ل. لا صوت   | ل. لا صوت   | ل. لا صوت   | فريق فائز   | مطرود       |             |             |             |           |         |
| غاري       | ل. لا صوت   | فريق فائز   | ل. صوت واحد | ل. لا صوت   | مطرود       |             |             |             |             |           |         |
| تشاز       | أفضل شيف    | فريق فائز   | ل. صوت واحد | مطرود       |             |             |             |             |             |           |         |
| كيفين      | فريق فائز   | فريق فائز   | مطرود       |             |             |             |             |             |             |           |         |
| ساي        | فريق فائز   | مطرود       |             |             |             |             |             |             |             |           |         |
| كلارا      | مطرود       |             |             |             |             |             |             |             |             |           |         |

     (أفضل شيف) المتسابق في الفريق الفائز، وتم إختياره كأفضل شيف.
     (فريق فائز) المتسابق في الفريق الفائز.
     (ل. لا صوت) المتسابق ليس عضو في الفريق الفائز، ولم يحصل على أي صوت للطرد.
     [ل. صوت واحد] المتسابق ليس عضو في الفريق الفائز، وتلقى صوت واحد على الاقل للطرد.
     (مطرود) المتسابق ليس عضو في الفريق الفائز، وتلقى أغلبية الأصوات للطرد.

## روابط خارجية
- حول العالم في 80 طبق على موقع ميتاكريتيك (الإنجليزية)
- حول العالم في 80 طبق على موقع روتن توميتوز (الإنجليزية)